# Baia della Neva
La baia della Neva (in russo Невская губа?, Nevskaja guba)
è un'insenatura orientale del golfo di Finlandia, nel mar Baltico. Si trova nel territorio della città federale di San Pietroburgo. Nella baia sfocia il fiume Neva.
La baia è anche informalmente conosciuta come "la pozza del Marchese" (Маркизова лужа), alludendo a Jean Baptiste, marchese di Traversay (1754-1831), il ministro della Marina imperiale russa, che considerava le acque basse della baia come un luogo ideale per lo svolgimento di esercitazioni navali.

## Geografia
La baia della Neva ha una superficie di 329 km², è lunga 21 km e larga 15 km,il fondo è prevalentemente piatto e sabbioso. È delimitata a ovest e nord-ovest dalla diga di San Pietroburgo che si estende da Lomonosov all'isola di Kotlin, su cui si trova la città di Kronštadt e che è situata all'ingresso della baia, e dall'isola a Sestroretck. Le acque ghiacciano completamente alla fine di dicembre e il disgelo avviene a fine aprile. A est della baia, alla foce della Neva c'è la città di San Pietroburgo.